# أكسل كروزه
أكسل كروزه (بالألمانية: Axel Kruse)‏ (28 سبتمبر 1967 في ألمانيا - ) هو لاعب كرة قدم أمريكية ولاعب كرة قدم ألماني (وحمل سابقاً جنسية ألمانيا الشرقية) في مركز الهجوم. شارك مع منتخب ألمانيا الشرقية تحت 21 سنة لكرة القدم. أما مع النوادي، فقد لعب مع آينتراخت فرانكفورت ونادي بازل ونادي شتوتغارت ونادي هرتا برلين وهانزا روستوك.

## وصلات خارجية
- أكسل كروزه على موقع قاعدة بيانات كرة القدم.إي يو (الإنجليزية)
- أكسل كروزه على موقع بيانات كرة القدم. دي إي (الألمانية)
- أكسل كروزه على موقع عالم كرة القدم.نت (الإنجليزية)